# Bahnstrecke Eglisau–Neuhausen
| |                                                  |                             |                             |
| Streckennummer (BAV): | 770                                              |                             |                             |
| Fahrplanfeld: | 760                                              |                             |                             |
| Streckenlänge: | 17,88 km                                         |                             |                             |
| Spurweite: | 1435 mm (Normalspur)                             |                             |                             |
| Stromsystem: | 15 kV 16,7 Hz ~                                  |                             |                             |
| Maximale Neigung: | 13 ‰                                             |                             |                             |
| Zweigleisigkeit: | Hüntwangen-Wil–Rafz, Jestetten Süd–Fischerhölzli |                             |                             |
| |                                                  |                             |                             |
| \| \| \| von Winterthur \| \| \| \| 22,25 \| Eglisau \| 390,2 m \| \| \| \| nach Koblenz \| \| \| \| \| Rheinbrücke Eglisau (440 m) \| \| \| \| 23,60 \| Hüntwangen-Wil \| 393,2 m \| \| \| 27,04 \| Rafz \| 423,5 m \| \| \| \| Lottstetten Süd (geplant) \| \| \| \| 29,30 \| Landesgrenze CH-D \| Landesgrenze CH-D \| \| \| 30,16 \| Lottstetten \| 448,3 m \| \| \| 32,40 \| Jestetten Süd \| 438,1 m \| \| \| 34,33 \| Jestetten \| 437,9 m \| \| \| 36,42 \| Altenburg-Rheinau \| 428,0 m \| \| \| 37,50 \| Landesgrenze D-CH \| Landesgrenze D-CH \| \| \| 37,73 \| Fischerhölzli \| 415,8 m \| \| \| \| Fischerhölzli (112 m) \| \| \| \| \| Schweizerhof II (84 m) \| \| \| \| \| Schweizerhof I (82 m) \| \| \| \| 39,0 \| Neuhausen Rheinfall \| 402 m \| \| \| \| Neuhausen (144 m) \| \| \| \| \| von Winterthur \| \| \| \| 40,13 \| Neuhausen \| 397,2 m \| \| \| \| nach Schaffhausen \| \| |                                                  |                             |                             |
| Strecke |                                                  | von Winterthur              | von Winterthur              |
| Bahnhof | 22,25                                            | Eglisau                     | 390,2 m                     |
| Abzweig geradeaus und nach links |                                                  | nach Koblenz                | nach Koblenz                |
| Brücke über Wasserlauf |                                                  | Rheinbrücke Eglisau (440 m) | Rheinbrücke Eglisau (440 m) |
| Bahnhof | 23,60                                            | Hüntwangen-Wil              | 393,2 m                     |
| Bahnhof | 27,04                                            | Rafz                        | 423,5 m                     |
| ehemalige Blockstelle |                                                  | Lottstetten Süd (geplant)   | Lottstetten Süd (geplant)   |
| Grenze | 29,30                                            | Landesgrenze CH-D           | Landesgrenze CH-D           |
| Bahnhof | 30,16                                            | Lottstetten                 | 448,3 m                     |
| Blockstelle | 32,40                                            | Jestetten Süd               | 438,1 m                     |
| Bahnhof | 34,33                                            | Jestetten                   | 437,9 m                     |
| ehemaliger Bahnhof | 36,42                                            | Altenburg-Rheinau           | 428,0 m                     |
| Grenze | 37,50                                            | Landesgrenze D-CH           | Landesgrenze D-CH           |
| Blockstelle | 37,73                                            | Fischerhölzli               | 415,8 m                     |
| Tunnel |                                                  | Fischerhölzli (112 m)       | Fischerhölzli (112 m)       |
| Brücke |                                                  | Schweizerhof II (84 m)      | Schweizerhof II (84 m)      |
| Brücke |                                                  | Schweizerhof I (82 m)       | Schweizerhof I (82 m)       |
| Haltepunkt / Haltestelle | 39,0                                             | Neuhausen Rheinfall         | 402 m                       |
| Tunnel |                                                  | Neuhausen (144 m)           | Neuhausen (144 m)           |
| Abzweig geradeaus und von rechts |                                                  | von Winterthur              | von Winterthur              |
| Bahnhof | 40,13                                            | Neuhausen                   | 397,2 m                     |
| Strecke |                                                  | nach Schaffhausen           | nach Schaffhausen           |

Die Bahnstrecke Eglisau–Neuhausen ist eine grenzüberschreitende Eisenbahnstrecke in der Schweiz und in Deutschland. Sie führt von Eglisau im Kanton Zürich über Baden-Württemberg nach Neuhausen im Kanton Schaffhausen.
Die Strecke wurde 1897 von der Schweizerischen Nordostbahn in Betrieb genommen und mit deren Verstaatlichung 1902 von den Schweizerischen Bundesbahnen übernommen. Als Teil der kürzesten Verbindung zwischen Zürich und Schaffhausen sowie zwischen Zürich und Stuttgart erhielt sie eine große Bedeutung im Schweizer Binnenverkehr sowie im internationalen Fernverkehr. Die Strecke wurde 1928 elektrifiziert und ab 2009 abschnittsweise auf Doppelspur ausgebaut.
Infrastrukturbetreiberin sind die Schweizerischen Bundesbahnen.

## Geschichte

### Planung, Bau und Eröffnung
Schaffhausen ist bereits seit 1857 mit dem Schweizerischen Eisenbahnnetz verbunden, die damals eröffnete Rheinfallbahn führt jedoch über Winterthur. Weil diese vor allem als Gotthardzubringer nicht mehr den Bedürfnissen entsprach, beschloss die Schweizerische Nordostbahn den Bau einer direkteren Strecke. Da diese bei Jestetten und Lottstetten über deutsches Gebiet führt, wurde am 21. Mai 1875 zwischen der Schweiz und dem Grossherzogtum Baden ein Staatsvertrag abgeschlossen, welcher den Bau und Betrieb regelt.
Die Strecke wurde am 1. Juni 1897 von der Schweizerischen Nordostbahn als letzter Abschnitt der Relation Zürich–Bülach–Schaffhausen eröffnet.
Der Abschnitt Eglisau–Bülach der bereits am 1. August 1876 eröffneten Bahnstrecke Winterthur–Koblenz wurde im Zusammenhang mit dem Bahnbau nach Schaffhausen auf Doppelspur ausgebaut.

### Elektrifikation
Am 15. Dezember 1928 wurde der elektrische Betrieb mit 15'000 Volt und 16,7 Hz zwischen Zürich und Schaffhausen aufgenommen.

### Doppelspurausbau
Zwischen Hüntwangen-Wil und Rafz wurde die Strecke wurde ab dem 29. Mai 2009 auf Doppelspur ausgebaut und die Doppelspur im Dezember 2010 in Betrieb genommen. Zwischen Jestetten und Neuhausen endete gleichzeitig aufgrund der geringen Nutzung von werktäglich rund 100 Ein- und Aussteigern und allenfalls nötigen Kösten für Perronverlängerungen die Bedienung von Altenburg-Rheinau. In diesem Streckenabschnitt wurde stattdessen im Dezember 2015 die Haltestelle Neuhausen Rheinfall in Betrieb genommen. 2012 erfolgte die Inbetriebnahme der Doppelspur Jestetten Süd-Fischerhölzli.
Für den Doppelspurausbau Lottstetten Süd–Jestetten Süd war Mitte 2025 die Auslegung im Planfeststellungsverfahren bzw. die Auflage für den kürzen Schweizer Abschnitt im Plangenehmigungsverfahren. Die Schweizerischen Bundesbahnen planten dabei mit einer rund vierjährigen Bauzeit mit dem Baustart Januar 2027 und der Inbetriebnahme Dezember 2030. Die über den Ausbauschritt 2035 des Bundes finanzierten Gesamtkosten wurden auf rund 180 Millionen Franken geschätzt.
Die übrigen Abschnitte bleiben vor allem wegen ihrer Kunstbauten einspurig, da bei diesen ein Ausbau sehr aufwändig wäre.

### Unfall
Am 20. Februar 2015 kollidierten im Bahnhof Rafz bei gestörter Betriebslage zwei Züge bei einer Flankenfahrt. Ein durchfahrender InterRegio-Zug Zürich–Schaffhausen fuhr seitlich in einen S-Bahn-Triebzug, der von Rafz nach Schaffhausen unterwegs war und trotz des Halt zeigenden Signals losgefahren war. Sechs Personen wurden verletzt, der als Ausbilder tätige Lokomotivführer des Interregios schwer. Wegen einer Lücke im Zugbeeinflussungssystem ZUB konnte dieses den Zusammenstoss nicht verhindern.

## Streckenbeschreibung

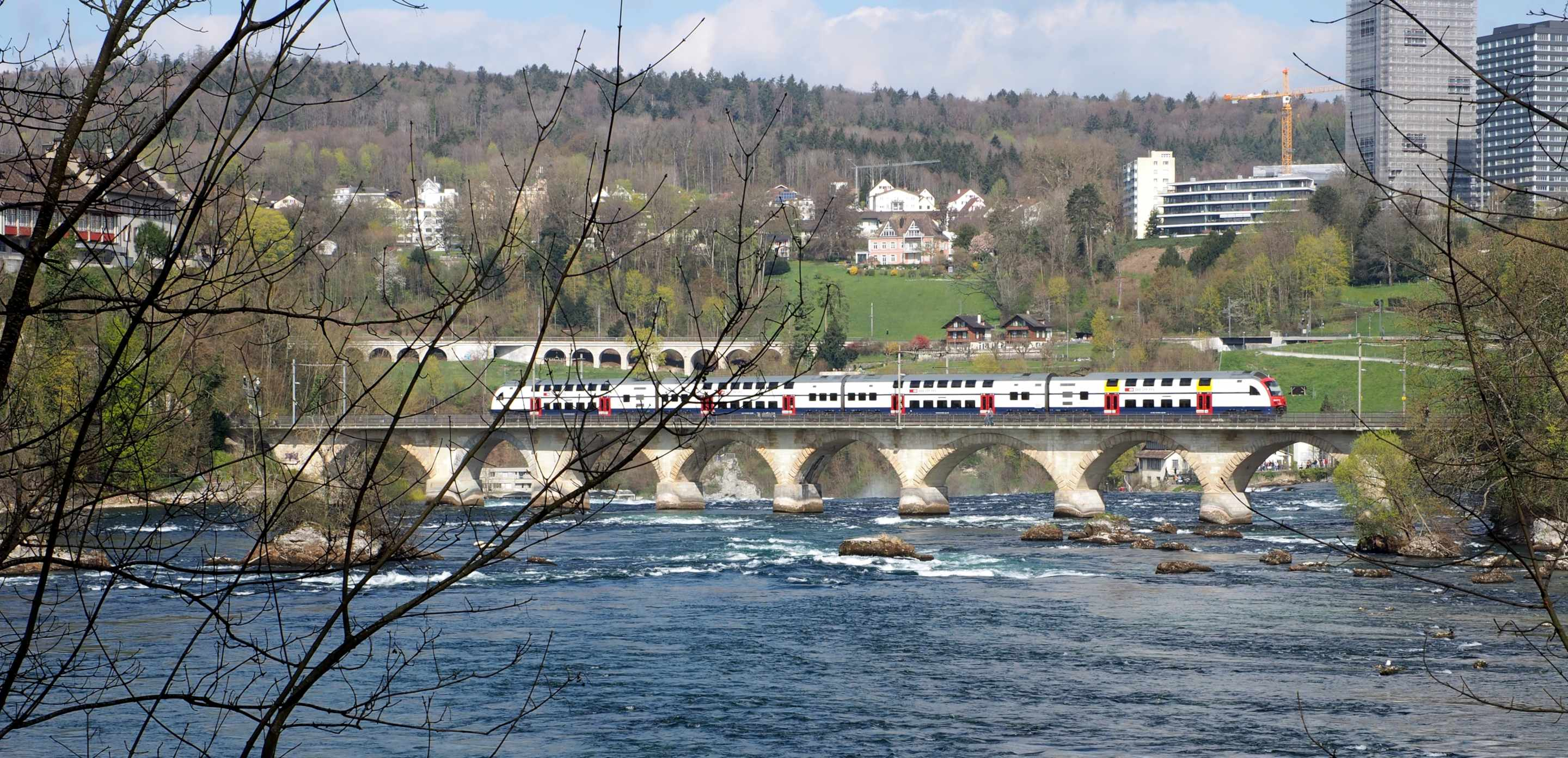
Bahnstrecke Eglisau–Neuhausen (oben) und Rheinfallbahn (unten) bei Neuhausen

Die Bahnstrecke zweigt in Eglisau von der Bahnstrecke Winterthur–Koblenz ab. Auf der 440 Meter langen Eglisauer Brücke wird der Rhein überquert. Anschliessend folgen die beiden Bahnhöfe Hüntwangen-WilEs und Rafz. Danach folgen die drei auf deutschem Gebiet liegenden Bahnhöfe Lottstetten, Jestetten und Altenburg-Rheinau, wobei die Station Altenburg-Rheinau aufgegeben wurde. Wieder auf schweizerischem Staatsgebiet waren dem nördlichen Rheinufer folgend vier grössere Kunstbauten notwendig: der 112 Meter lange Fischerhölzli-Tunnel, die 84 Meter lange Brücke Schweizerhof II, die 82 Meter lange Brücke Schweizerhof I und der 144 Meter lange Neuhausen-Tunnel. In Neuhausen mündet die Strecke in die Rheinfallbahn.
Bei der Streckenkilometrierung wurde die Kilometrierung der Bahnstrecke Winterthur–Koblenz mit dem Nullpunkt im Bahnhof Winterthur fortgesetzt.

## Betrieb

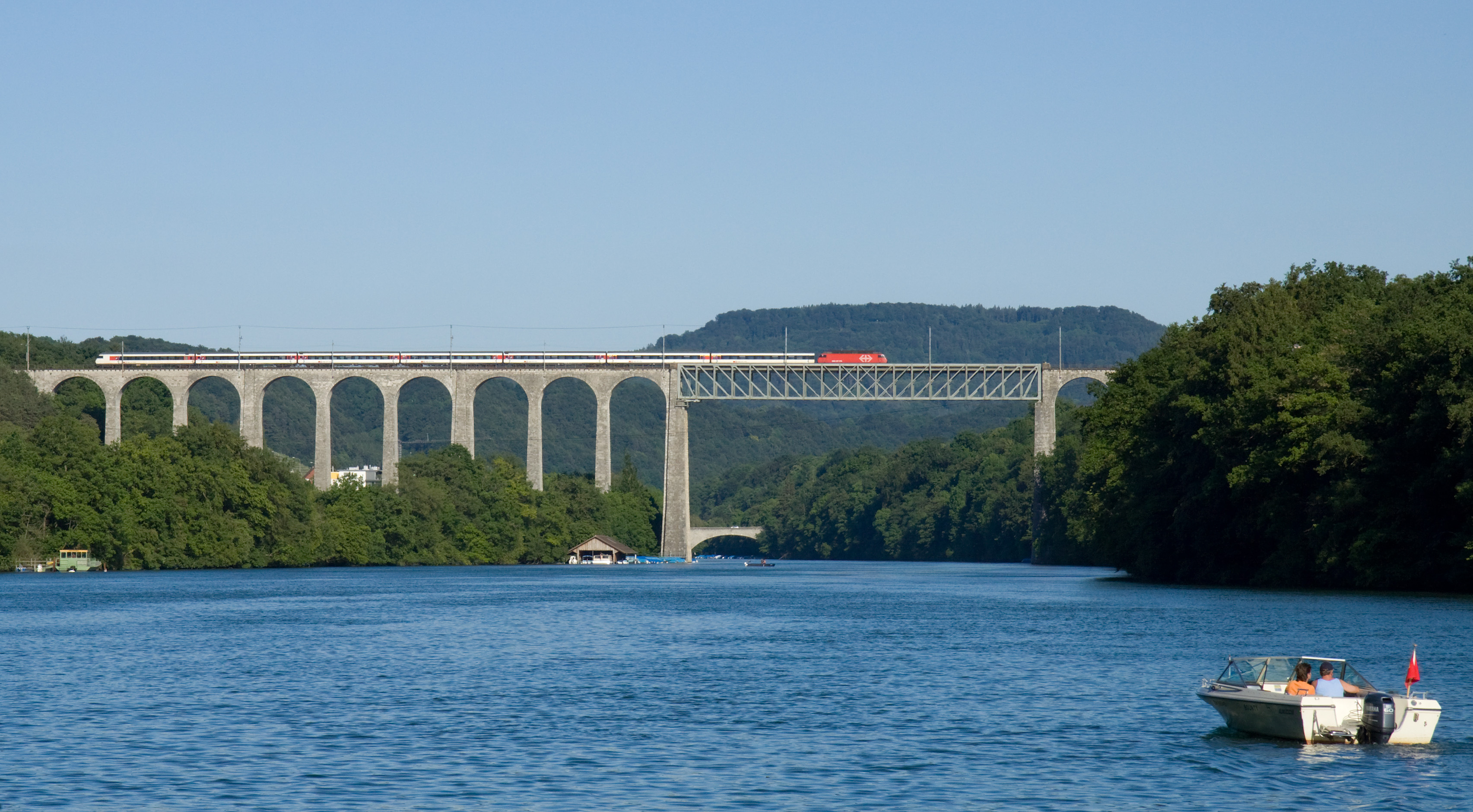
InterCity auf der Rheinbrücke Eglisau

Die Strecke unterliegt den schweizerischen Bahnbetriebsvorschriften und dem Schweizer Binnentarif. Auf dem Abschnitt Schaffhausen–Lottstetten gelten auch die Freifahrt mit dem deutschen Schwerbehindertenausweis und das Deutschlandticket.
Die Strecke wird im Fernverkehr seit dem Fahrplanwechsel vom 9. Dezember 2012 im Halbstundentakt bedient. Dabei verkehren jeweils stündlich folgende Linien:
- 4 Zürich HB – Schaffhausen  – Singen – Stuttgart
- 48 Zürich HB – Bülach – Schaffhausen

Der Nahverkehr besteht aus der stündlich über die Gesamtstrecke verkehrenden Linie S 9 der S-Bahn Zürich, die zu den Hauptverkehrszeit morgens und abends auf einen Halbstundentakt verdichtet wird, und der Linie S 65 der S-Bahn Schaffhausen außerhalb der Hauptverkehrszeiten stündlich verkehrt und abschnittsweise einen Halbstundentakt herstellt.
- S 9 Schaffhausen – Jestetten – Rafz – Zürich HB – Stettbach – Uster Verkehrt zwischen Rafz und Schaffhausen im Stundentakt.
- S 65 Schaffhausen – Neuhausen – Jestetten

Im Ausbauschritt 2035 ist ein systematischer Halbstundentakt der S-Bahn vorgesehen.
Im durchgehenden Güterverkehr sind ganztägig zwei Trassen pro Stunde und Richtung zwischen Rangierbahnhof Limmattal und Schaffhausen Güterbahnhof geplant. Für die Hauptverkehrzeit-Verstärker werden eigentlich für den Güterverkehr vorgesehene Fahrplantrassen von S-Bahn-Zügen genutzt und somit die Leistungsfähigkeit und Flexibilität des Güterverkehrs erheblich eingeschränkt. Transitgüterzüge ab Kornwestheim Rangierbahnhof über die Gotthardbahn nutzen diese Trassen. Zusätzlich generieren die Kieswerke im Rafzerfeld von zahlreichen Anschlussgleisen zwischen Hüntwangen und Rafz ein grosses Schienenverkehrsaufkommen durch Versand von Kies per Bahn und Auffüllen der abgebauten Kiesgruben mit Aushubmaterial von Grossbaustellen im gesamten Kanton Zürich in Blockzügen.